# Tramway de Toronto
Le tramway de Toronto est un des systèmes de transport en commun desservant la ville de Toronto, dans la province de l'Ontario au Canada. Il est composé de onze lignes gérées par la Toronto Transit Commission, l'entreprise publique chargée d'assurer la gestion des transports publics de la ville. Le réseau des tramways, dont la construction date, pour sa majeure partie, du XIXe siècle, est principalement concentré dans les quartiers centraux de la ville, ainsi que sur les rives du lac Ontario. Contrairement aux tramways de nouvelle génération qui circulent plus souvent en site propre, les lignes historiques du tramway de Toronto partagent leur parcours avec le flux automobile, les arrêts se faisant à la demande des voyageurs, tel que c'est le cas pour les bus. Certaines lignes bénéficient cependant, sur tout ou partie de leur trajet, d'un système de voies ferrées dédié.

## Histoire

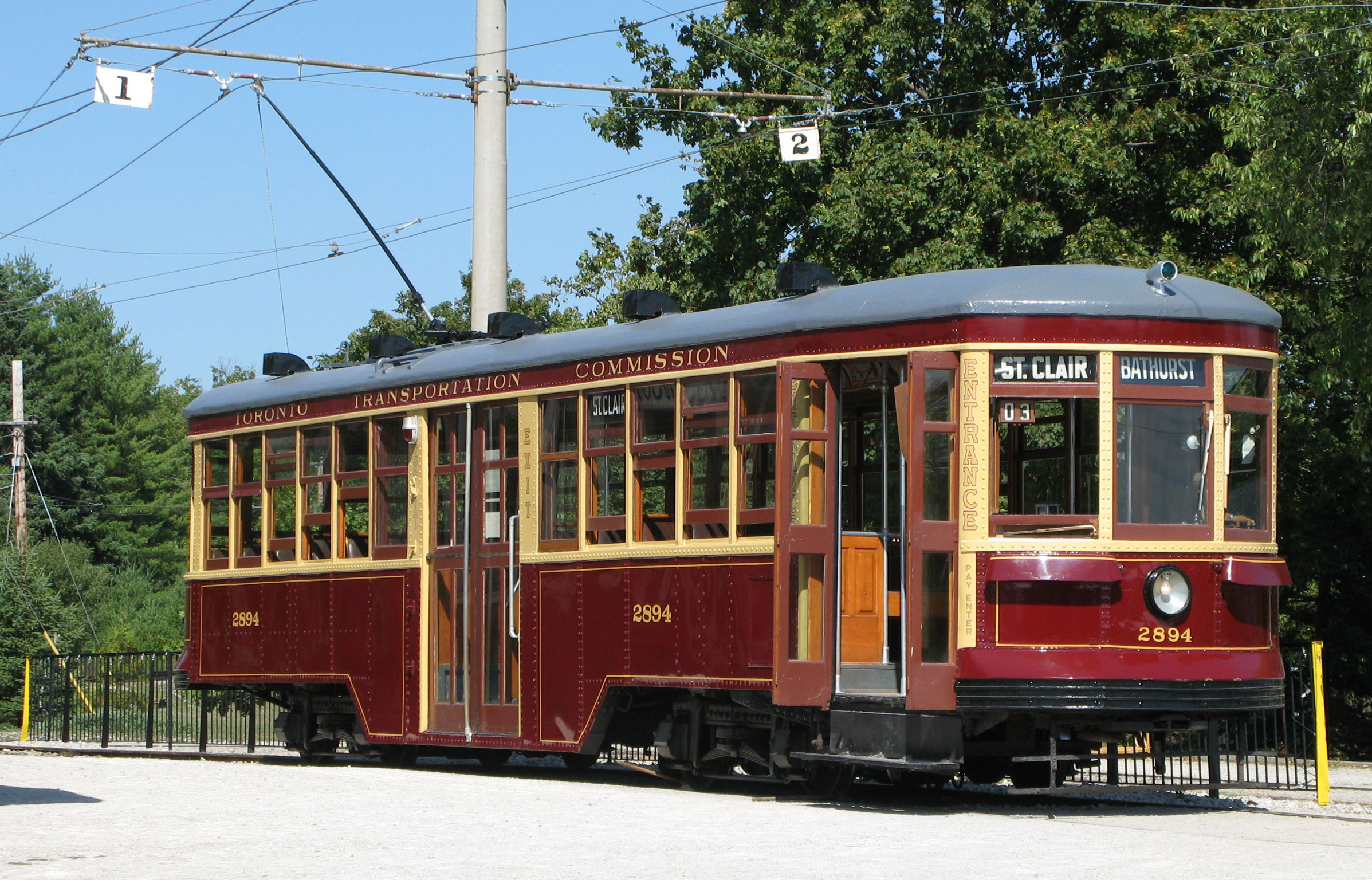
Motrice Peter Witt de 1921, photographiée au Halton County Radial Railway museum

Le premier mode de transport en commun à Toronto fut, en 1845 ou 1849, le service d'omnibus de Williams, qui circulait dans l'axe nord-sud de la ville, la rue Yonge.
En 1861, le Toronto Street Railway (TSR, ou « Chemin de fer de la rue de Toronto ») obtient une concession de la ville et remplace les omnibus par des  tramways hippomobiles. En 1891 la Toronto Railway Company (TRC ou  « Compagnie de chemin de fer de Toronto » ) succède au TSR. Après une première expérience privée en 1884, pour l'Exposition industrielle de Toronto (actuellement l'Exposition nationale canadienne), la TRC crée sa première ligne de tramway électrique en 1892 et généralise rapidement cette technique au réseau.
En 1921 est créée la Toronto Transit Commission, entreprise publique municipale qui reprend et développe les anciens réseaux privés et municipaux de tramway

Tramway PCC en 1972 sur la ligne Dundas, actuellement numerotée 505

Les tramways sont, jusqu'à la mise en service du métro de Toronto en 1954, le mode principal de transport en commun de la ville.
Le matériel roulant est alors essentiellement composé de tramways Peter Witt, puisque la CTT en compte jusqu'à 350 motrices et 225 remorques, qu'elle fait circuler en rames de grande capacité
À partir de 1938, la TTC renouvelle le matériel roulant et équipe le réseau de tramway type PCC. De 1938 à 1957, elle commande 745 motrices PCC, soit neuves, soit, à partir de 1950, d'occasion, augmentant ainsi sa capacité de transport de 50 %.
À l'apogée du tramway, Toronto possède 109 km de voies, 361 trams et 100 traîneaux.
Après la guerre, La TTC a supprimé beaucoup de lignes de tramway au profit des autobus, des trolleybus, et du métro. Les nouvelles lignes ont généralement été exploitées par des autobus.
Après l'abandon, en 1959, des réseaux de Montréal et d'Ottawa, Toronto est la seule ville canadienne à avoir conservé un réseau important de tramways. Toutefois, la mise en service du métro de Toronto en 1954 réduit le rôle du réseau de tramway, alors intégralement composé de motrices PCC,.
Pour remplacer les PCCs, la TTC a acquis 6 « Canadian Light Rail Vehicles » fabriqués par SIG et 190 fabriqués par UTDC fournis de 1977 à 1980, ainsi que 52 « Articuled Light Rail Vehicles » livrées en 1987 et 1988 par UTDC. L'ALRV était une version articulée du CLRV.
Jusqu'aux années 1970, les lignes de tramway à Toronto ont été identifiées seulement par des noms, typiquement ceux des rues où elles circulaient. L'affichage sur chaque véhicule indiquait la direction (le terminus) et la route, comme « HIGH PARK CARLTON ». Vers 1979 les lignes ont été numérotées, d'abord avec la suppression des anciens noms. Par exemple, L'affichage « HIGH PARK CARLTON » est devenu « 506 HIGH PARK ». (Aujourd'hui, tous les nouvelles rames Flexity Outlook indiquent le nombre et le nom de la ligne, et  la direction du tramway.)
Après avoir failli être évincé de la commande en 2008, c'est finalement en juin 2009, que Toronto signe un contrat de 204 rames Flexity Outlook avec Bombardier. Ces rames Flexity Outlook sont livrées en 2013 afin de remplacer progressivement les anciennes rames.
Le dernier jour de service des voitures ALRV a eu lieu le 2 septembre 2019. La TTC conservera une voiture ALRV pour des voyages spéciaux et des cérémonies. Le dernier jour de service de la voiture CLRV a eu fin le 29 décembre 2019. La TTC conservera quelques voitures CLRV pour sa collection historique. Le 24 janvier 2020, Bombardier a livré la dernière d'une commande de 204 rames Flexity Outlook.

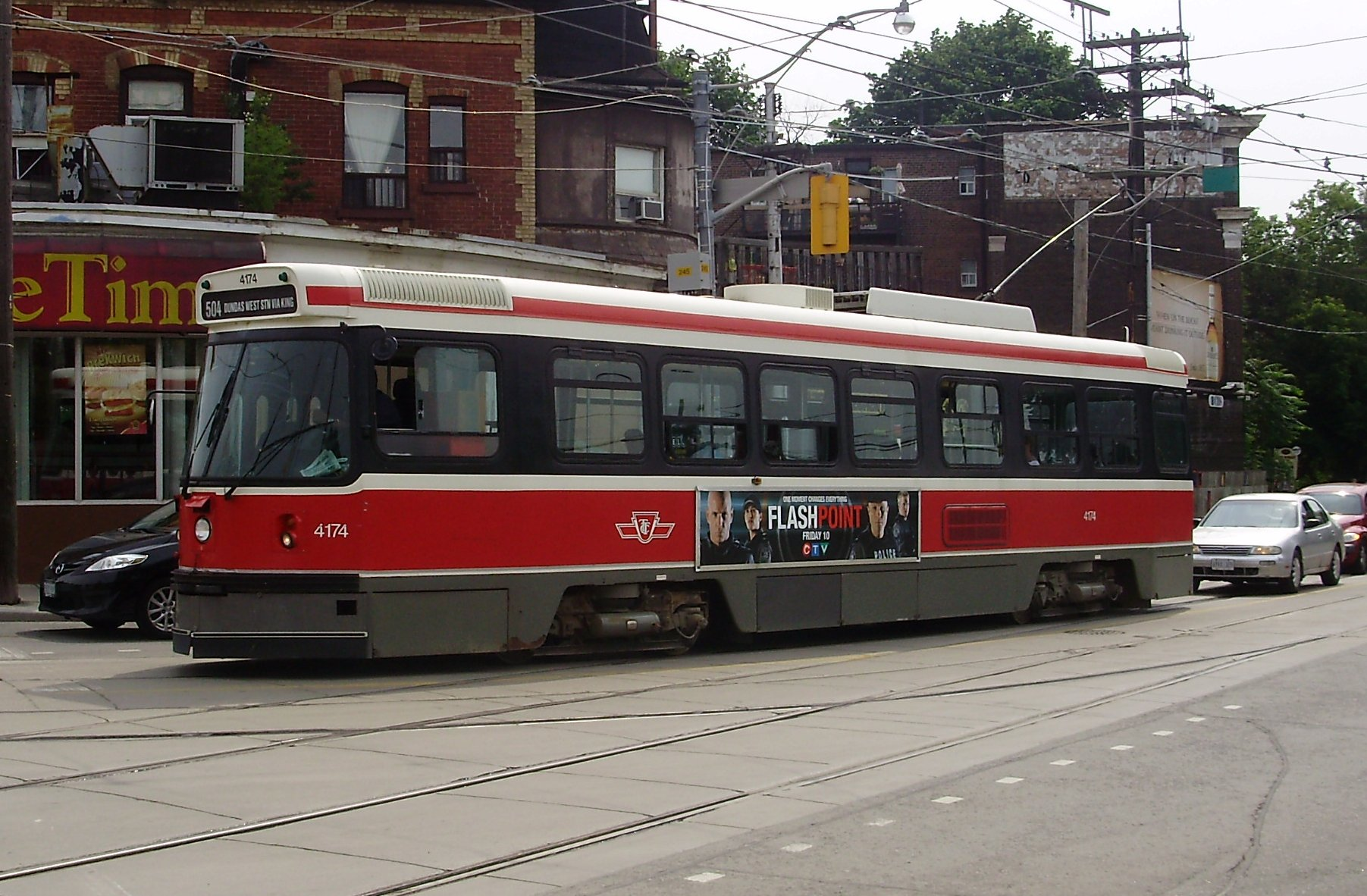
Tramway type Canadian Light Rail Vehicle en 2008.
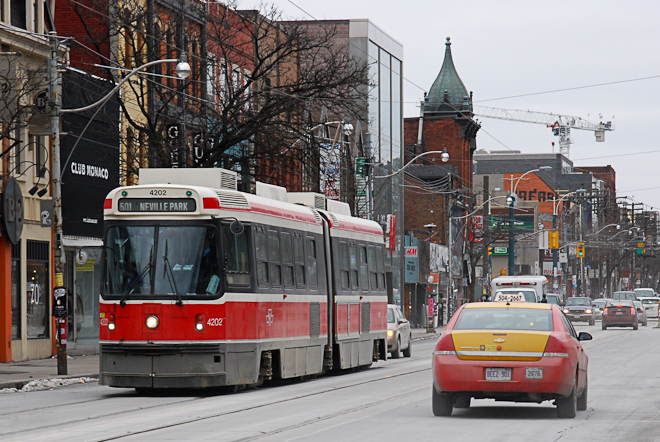
Rame Articuled Light Rail Vehicle
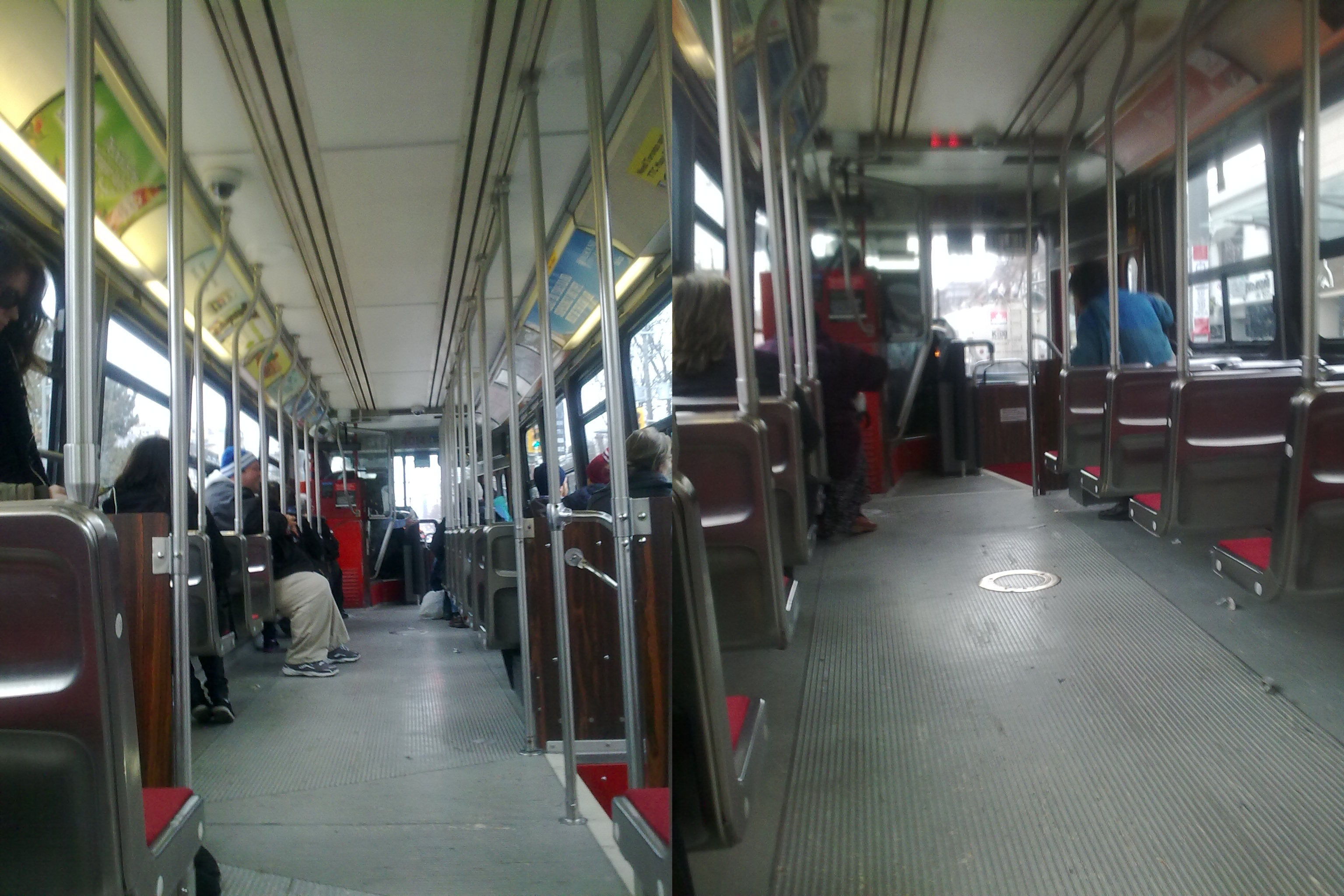
Intérieur.

## Réseau actuel

### Lignes
Le réseau actuel compte 11 lignes, essentiellement orientées Est/Ouest, sauf les lignes 510 et 511, orientées Nord/Sud
,, :
| Route            | Longueur (km)         | Description                                                                                    | Remarque                                                                                 |
| ---------------- | --------------------- | ---------------------------------------------------------------------------------------------- | ---------------------------------------------------------------------------------------- |
| 501 Queen        | 16,9                  | Neville Park Loop ↔ Humber Loop                                                                | Après 22 heures, extension jusqu'à Long Branch Loop, remplaçant la route 507 Long Branch |
| 503 Kingston Rd  | 09,8                  | Bingham Loop ↔ York Street                                                                     |                                                                                          |
| 504 King         | 504A: 10,4 504B: 09,6 | - 504A : Distillery Loop ↔ Dundas West Station - 504B : Broadview Station ↔ Dufferin Gate Loop | La ligne 504 a deux antennes qui se chevauchent.                                         |
| 505 Dundas       | 10,9                  | Broadview Station ↔ Dundas West Station                                                        | via la rue Dundas                                                                        |
| 506 Carlton      | 15,1                  | Main Street Station ↔ High Park Loop                                                           |                                                                                          |
| 507 Long Branch  | 7,9                   | Humber Loop ↔ Long Branch Loop                                                                 | pas de service après 22h                                                                 |
| 508 Lake Shore   | 21.7                  | Broadview Station ↔ Long Branch Loop                                                           | seulement pendant les heures de pointe                                                   |
| 509 Harbourfront | 04,4                  | Union Station ↔ Exhibition Loop                                                                |                                                                                          |
| 510 Spadina      | 05,4                  | Union Station ↔ Spadina Station                                                                |                                                                                          |
| 511 Bathurst     | 05,3                  | Bathurst Station ↔ Exhibition Loop                                                             |                                                                                          |
| 512 St. Clair    | 07,1                  | St. Clair Station ↔ Gunns Loop                                                                 | via la station St. Clair West                                                            |

### Matériel roulant
Le parc de tramway se compose de 204 rames articulées à plancher bas intégral. Elles sont dérivées du modèle Flexity Outlook modifié pour les courbes très prononcées de faible rayon à Toronto. Ces rames unidirectionnelles ont 4 portes sur le côté droit. La deuxième porte est équipée d'une rampe rétractable afin que les fauteuils roulants puissent monter à bord d'un quai ou de la surface de la rue. Chaque rame porte une perche et aussi un pantographe pour l'éventuelle modernisation de la caténaire et son adaptation au captage de courant par pantographe.
À chaque porte d'une rame Flexity Outlook, il y a un lecteur Presto pour facturer ou valider le tarif pour ceux qui utilisent une carte Presto (Presto card) ou un billet Presto (Presto ticket). La carte Presto est une carte électronique avec un montant monétaire téléchargé. Le billet Presto est un billet électronique à usage unique. Pour ceux qui souhaitent payer le tarif en pièces de monnaie, chaque rame porte deux distributeurs automatiques de billets pour émettre un billet « POP » (POP ticket). Ce billet POP n'est pas électronique.

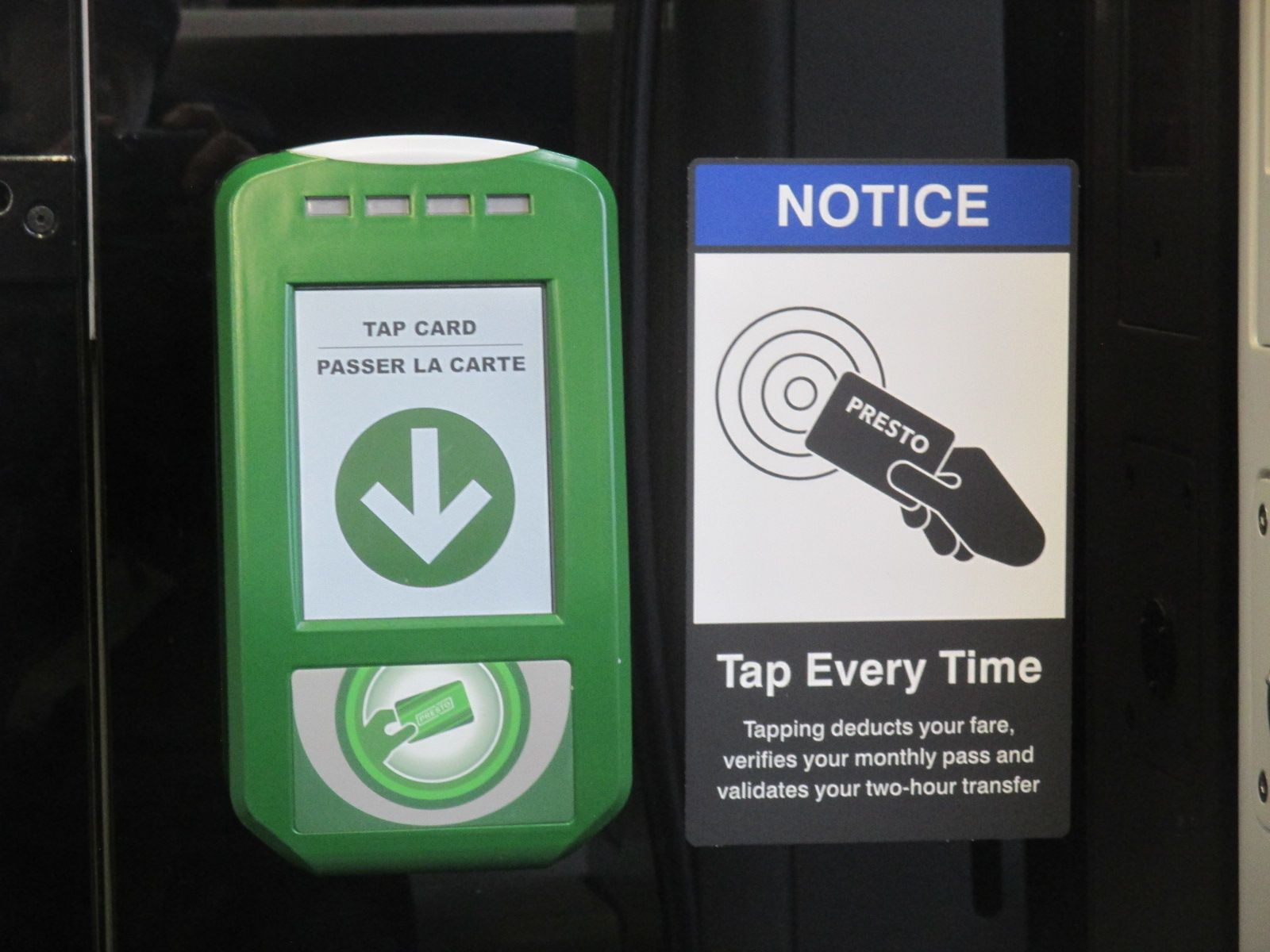
Lecteur Presto pour valider les cartes Presto et les billets Presto
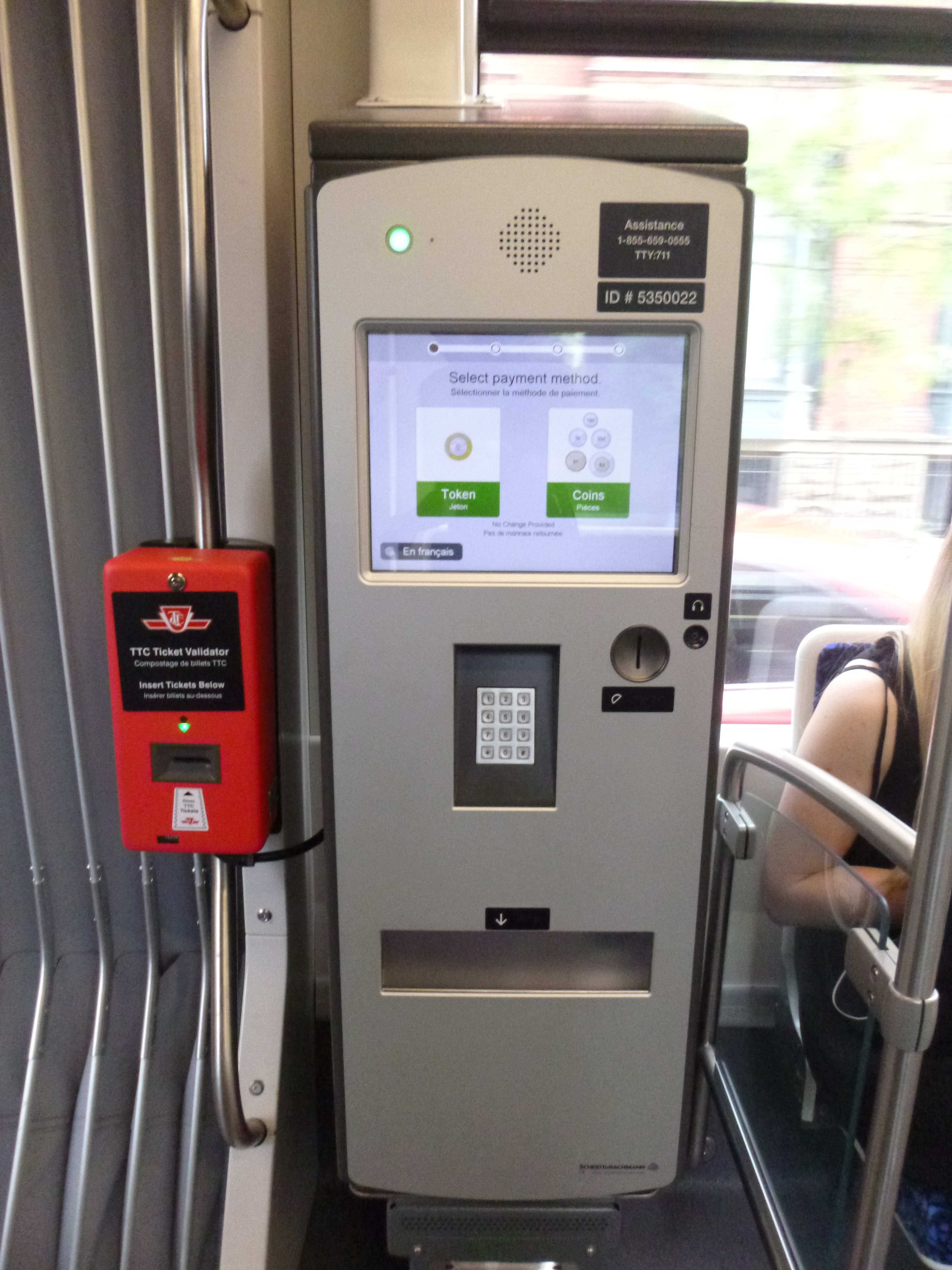
Distributeur de billets « POP »

Spécifications du Flexity Outlook
- Constructeur : Bombardier
- Année de fabrication : 2012-2020
- Numéro de série : 4400 à 4603
- Nombre en service : 204
- Longueur : 28 m
- Largeur : 2,54 m
- Modules articulés : 5
- Pente maximale : 8%
- Rayon minimal : 11 m
- Écartement des rails : 1,495 m

### Infrastructure
Les voies du tramway de Toronto ont un écartement particulièrement inhabituel, 1,495 m. (4 pieds et 10⅞ pouces) et donc supérieure de 6 cm à l'écartement normal de 1,435 m. Cette solution, héritée de l'origine du réseau, s'applique également aux lignes de métro, à l'exception de  la ligne Scarborough RT.
On estime que ce choix a été fait, à la fois parce que l'écartement de 1,435 m n'était pas encore devenu l'écartement normal des chemins de fer, mais également parce que cela évitait radicalement la circulation des trains des grandes compagnies dans les rues de la ville. C'est le même type de considérations qui a amené la Ville de Paris à adopter un gabarit réduit pour son métro.
De nombreuses sections de lignes ne disposent pas de sites propres et se trouvent dans la circulation générale. De ce fait, ils sont parfois englués dans des embouteillages et leur vitesse commerciale s'en ressent.

### Correspondances
À plusieurs stations du Métro de Toronto est assurée une correspondance directe avec les lignes d’autobus ou de tramways, ou entre elles-mêmes, en les faisant pénétrer à l’intérieur de la station. Cette correspondance sans formalité existe avec les tramways à huit stations: Bathurst,
Broadview,
Dundas West,
Main Street,
Spadina,
St. Clair,
St. Clair West et
Union.
Elle est complètement souterraine à St. Clair West, Spadina et Union; aux autres stations le tramway emploie une boucle en surface.
À l'inverse de ces stations et d’une station souterraine de tramway (Queens Quay sur les lignes 509/510), les trams de la TTC n’ont pas de stations aménagées. Comme des autobus, ils ont beaucoup d’arrêts dans les rues, où ils ne s’arrêtent que si quelqu'un veut monter ou descendre. Des billets de correspondance permettent alors une correspondance gratuite, même avec le métro à huit autres stations en centre-ville.

## Système léger sur rail
L’agence ontarienne Metrolinx construit deux lignes de système léger sur rail à Toronto, qui seront exploitées par la Toronto Transit Commission. Les deux lignes de train léger (ligne 5 Eglinton et ligne 6 Finch West) seront à l'écartement normal (1435 mm). Ainsi, ils ne seront pas compatibles avec le réseau de tramway, bien que les véhicules se ressemblent. La TTC considère les lignes de train léger comme faisant partie du réseau de métro de Toronto.
Une autre ligne légère sur rail, Hurontario LRT, sera mise en service en 2024. Cette ligne est à Mississauga, une ville voisine de Toronto; elle ne sera pas exploitée par la TTC.